# Лиляче
Лѝляче е село в Северозападна България. Намира се в община Враца, област Враца.

## География
Намира се на 14 км северно от Враца и е разположено в своеобразен карстов район, който е неповторим в геоморфологично отношение. Сред селото блика голям минерален извор, а в района му са образувани интересни пещери, пропасти, въртопи, каньони, понори и много карстови извори. През карстов терен тече и селската рекичка Лиляшка бара, която с времето е издълбала самотворен скален мост, наречен Божия мост, който е едно от редките чудеса на природата.

## История
Землището на село Лиляче се простира на площ 30 925 дка. Граничи на изток с Чирен, на юг – с Враца, на югозапад – с Власатица, на запад – с Криводол и на юг – с Осен. При археологически разкопки в пещерата Пешкето бяха разкрити останки от човешка култура от края на старокаменната епоха (късния палеолит). Заедно с това бяха изяснени редица геологически промени, настъпили през кватернера на холоцена.  Върху терасата над Изворо бяха намерени останки на праисторическо селище, което датира от средния период на новокаменната епоха. Южно от Божия мост в местността Градището при проучване на антична и средновековна крепост бяха открити опожарени подове на жилища и основи на пещи от селище, което е обитавано през втория период на медно-каменната епоха. Намерена бе керамика и изкусно изработени стрели от кремък.
Околностите на днешното село Лиляче са обитавани продължително време от тракийски общества през бронзовата и през желязната епоха. От траките в района са останали и няколко надгробни могили. В местността Кадин вир са останките от голямо тракийско светилище, което е било посветено на бог Силван – бог на горите и дивата природа, почитан от плебеите и робите. В руините на това светилище са открити десетки мраморни оброчни плочки с релефни изображения на бог Силван. В тези изображения се виждат две иконографски характеристики. В едната богът е представен прав и обърнат напред, така както са го изобразявали римляните. В другата иконографска характеристика той е представен като конник. Тази втора иконографска схема е заимствана от изображенията на тракийския Херос – бог конник у траките. Светилището е почитано в предримската и през римската епоха. 
Археологическите разкопки на крепостта Градището при Божия мост бяха проведени във връзка с реставрацията на южната крепостна стена. Проучванията показаха, че крепостта е изпълнявала стражеви функции през късноримската епоха и през времето на ранното българско средновековие. Намерени бяха римски медни монети от IV в., юзди за коне от Първата българска държава и желязно въоръжение. Южно от крепостта в местността Дачовото има следи от българско средновековно селище и некропол. В местността Бостанете в медно съдче са намерени 238 броя сребърни грошове, сечени от името на българския цар Иван Александър (1331 – 1371) и сина му Михаил Асен. 
Лиляче е старо средновековно селище. Окончанието на името му е също старо, така както са стари окончанията на Галиче, Паволче, Сениче, Сухаче и др. Името Лиляче е прилагателното лиляк, растението люляк. По време на турското иго селото се е местило при Конов кладенец, в Кошевски дол, в дълбоката обръшина и накрая пак си е дошло на сегашното място около минералния извор. Ядрото на днешното село е кварталът Църковнико, където до Освобождението е имало църква от плет. Тук е и старото гробище на село Лиляче. До днес все още не са преведени всички османски архиви, в които би се срещало името на село Лиляче. Жителите му се споменават в архивни документи от 1811 и 1825 г. като производители на сурова коприна и пчелен мед. 
От незапомнени времена в Лиляче живеят власи копанари. Най-старите родове от власите са Добровци, Мариновци, Регювци. През втората половина на XIX век тук се преселили десетина семейства власи от селата Върбица и Мраморен, Врачанско, и от Пазарджишко, които се наричат Долноверците и Тракийците. Всички власи са били безимотни и са водели скитнически живот, като се препитавали с изработването на вретена и дървени копани. Стояли са само през зимата в Лиляче. Навръх Гергьовден се събирали край селото в местността Кръста и оттук плъзвали с катуните си из полските села. Там продавали дървените си изделия, къде за пари, къде в натура срещу зърнени храни. След 1950 г. лиляшките власи постепенно уседнали. Заработили в индустриалните предприятия на Враца, направили си солидни къщи и пътували всеки божи ден до работните си места. През миналите векове в околностите на Лиляче са зимували на стан и власи скотовъдци, наричани тук каракачани. След 1900 г. те се изселват в Румъния. От тях са останали имената на местностите Влашка могила и Влашки припек, където са станували.
Стари български родове в Лиляче са: Рошковци (Филиповци), Ацовци (Джакерете), Бановци (Маздраците – от този род е писателят Стоян Ц. Даскалов), Боновци, Бункалците, Ванчовци (Ралчовци), Гешинци (Босаците), Геновци, Глюджиите, Гмурчовци, Гръковци, Денковци, Дилици, Динковци, Дундулиите, Емшириите, Кетеринкинци, Кожуарците, Коцовци, Лазаровци, Лозановци, Кръскянинци, Марковци (Савчовци), Мечковци, Мишайкинци, Медовци, Начковци, Нинковци (Петровци и Сврачовци), Падишарете (от този род са Дупедавците и Тучовци), Мушкинци, Оризарете, Пачовци, Пашклукьовци, Пенковци (Попарелете), Пенчовци (Кандовци), Пешуганете, Попарковци, Радинци, Старокьовци, Стефановци, Трифунджиите, Трендинци, Тринковци, Усиновци, Цветковци и Цонковци (Миразчиите).
В село Лиляче има малко преселници отвън. Към средата на XIX в. от село Сумер придошли и Неновци и Сумерците; от село Гушанци – Пановци; от Криводол – Горановци; от Згориград – Лудньовци; от Баурене – Въловци и Галатинците от село Галатин. В края на XIX в. тук се заселили Боженченето от село Боженица, Дзипалете от Урушка махала при Вършец, Чиренците – от село Чирен, Вутовци, Киновци и Стоевци от село Своде, Орханийско, Виолджиите и Вътовци от село Караш.
В землището на село Лиляче има много старинни по произход и образуване имена на местности – Гнилите, Голкя, Гравин дол, Кова бапка, Ково дръво, Мръчово, Катунище, Котленье, Кремениш, Гувнище, Гувнобер, Мъчи душ, Неготина и др. Тези имена показват, че селото е основано преди XIV век.

## Население
Преброяване на населението през 2011 г.
Численост и дял на етническите групи според преброяването на населението през 2011 г.:
|                     | Численост | Дял (в %) |
| Общо                | 857       | 100,00    |
| Българи             | 831       | 96,96     |
| Турци               | 0         | 0,00      |
| Цигани              | 8         | 0,93      |
| Други               | 0         | 0,00      |
| Не се самоопределят | 6         | 0,70      |
| Неотговорили        | 10        | 1,16      |

## Религии
- Православно християнство. В селото се намира църквата „Света Троица“. Църквата беше реставрирана и сега функционира.

## Обществени институции
- Основно училище „Кирил и Методий“ (закрито на 1 юли 2008 г.)
- Читалище „Просвета – 1927“, открито на 22 ноември 1927 г. Първоначално библиотеката и салона на читалището са се помещавали в различни частни къщи и в стая в кметството. През 1962 г. за читалището е построена самостоятелна сграда в центъра на селото. [7]

## Културни и природни забележителности
- На границата, разделяща землищата на село Лиляче и село Чирен, се намира един от най-големите скални мостове в България – „Божият мост“, под който минава река Лиляшка бара. На левия бряг над Божия мост има добре запазени останки от крепост. Тя е изпълнявала стражеви функции през късноримската епоха и времето на Българското средновековие. Първите заселници на сегашното село са били защитници на крепостта.

Входът на този естествен мост е висок около 20 м и широк около 25. Образувалият се тунел под моста е с дължина около 100 м. Под този Божи мост тече реката, но през сухите месеци тя изчезва и се образуват няколко езерца, пълни с жаби, откъдето идва и другото наименование, под което може да се срещне Божия мост – Жабокрек.
- Близо до село Лиляче се намира и т.нар. пещера или скален лабиринт „Пешкето“ – удивителна плетеница от скални мостове, галерии и причудливи форми на малка, около 400 кв. м., площ.

## Личности
До последните си дни в селото живее актьорът от Врачанския драматичен театър Никола Дадов. В село Лиляче е роден и писателят Стоян Ц. Даскалов.

## Галерия
- Пощенският клон и читалището
- Училище „Кирил и Методий“
- Църква „Света троица“
- „Божи мост“
- Крепостта край „Божи мост“